# Віламарін
Віламарін (гал. Vilamarín, ісп. Villamarín) — муніципалітет в Іспанії, у складі автономної спільноти Галісія, у провінції Оренсе. Населення — 2215 осіб (2009).
Муніципалітет розташований на відстані близько 420 км на північний захід від Мадрида, 14 км на північ від Оренсе.
Муніципалітет складається з таких паррокій: Бойморто, Леон, Орбан, Реадегос, О-Ріо, Собрейра, Тамальянкос, Віламарін, Вінья.

## Демографія
Динаміка населення (INE ):

## Галерея зображень

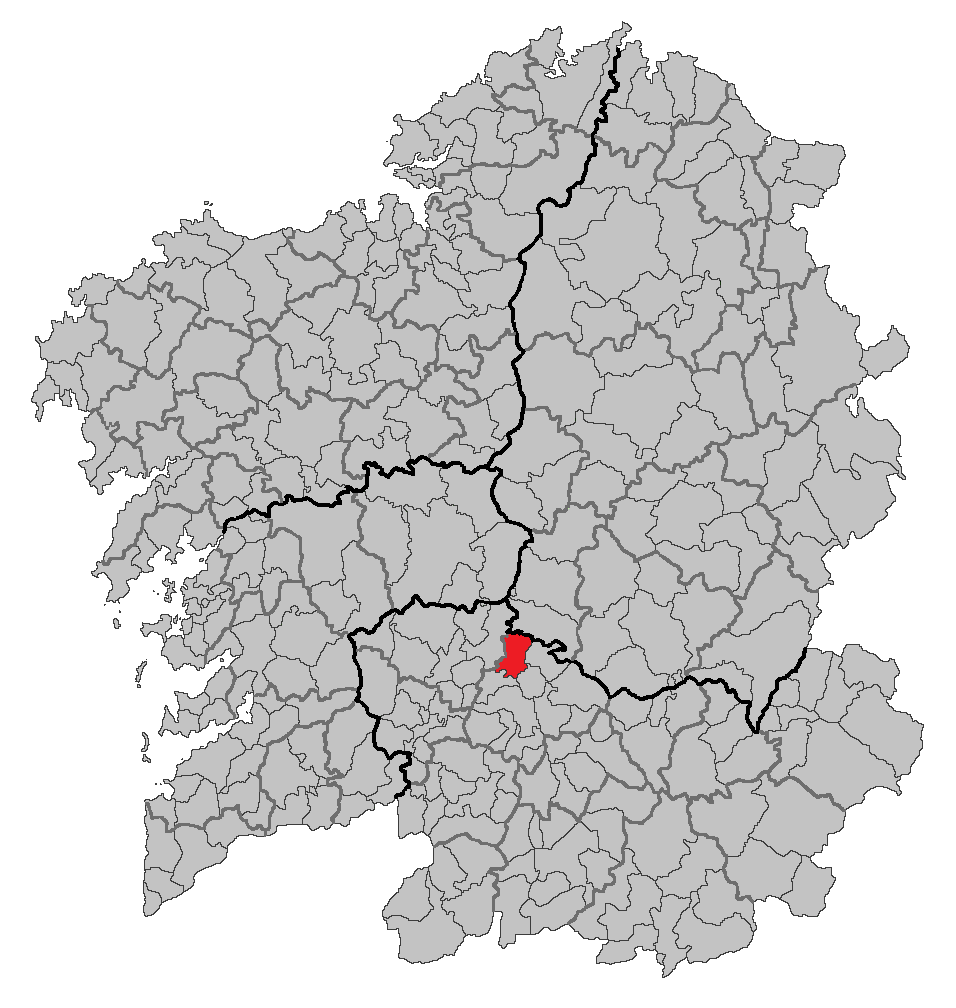
Розташування муніципалітету